# Bleka blå pricken

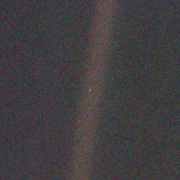
Sedd från cirka 6 miljarder kilometer bort är jorden bara en liten prick, undanskymd av skingrat solsken.

Bleka blå pricken (engelska: Pale Blue Dot) är ett fotografi av planeten jorden, taget av rymdsonden Voyager 1 från ett rekordavstånd, visande jorden i jämförelse med rymdens omfång. Det är också namnet på en bok utgiven 1994 av astronomen Carl Sagan, som inspirerades av fotot.

## Fotografiet

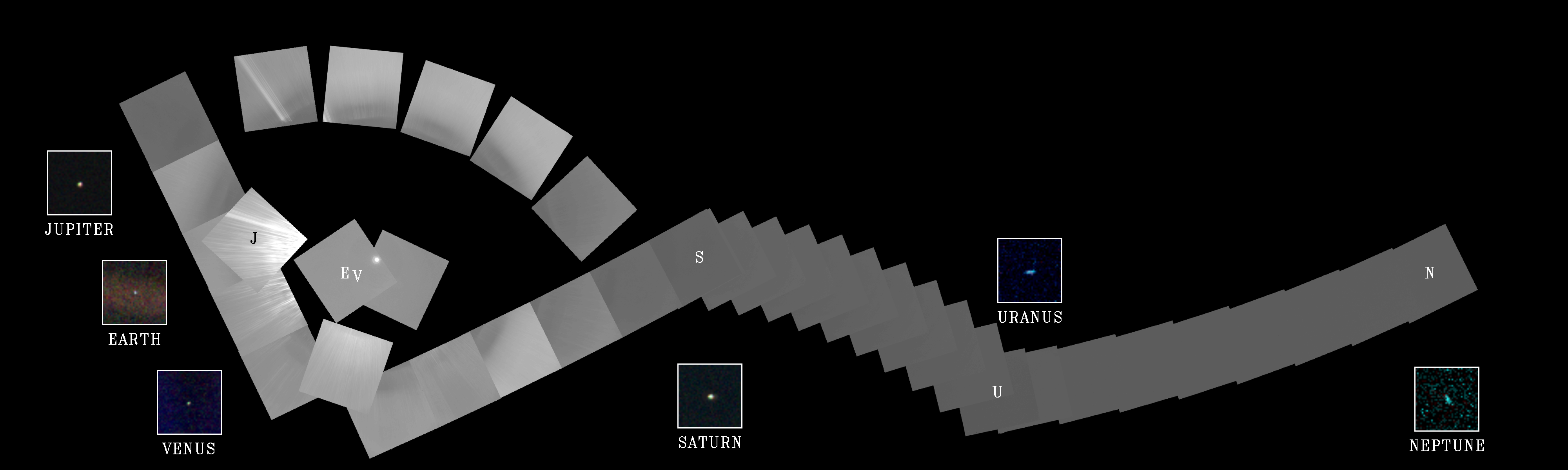
"Familjeporträttet" av solsystemet fotograferat av Voyager 1.

Carl Sagan och Carolyn Porco fick idén att ta ett familjeporträtt av solsystemet. Uppdragsledningen var först tveksam, och tidigare hade de varit oroliga att kameran skulle ta skada av det relativt kraftiga ljuset, men fick ordern om bilden genom dåvarande Nasaadministratören Richard Truly.
Den 14 februari 1990 beordrade således Nasa Voyager 1, som just fullbordat sitt uppdrag, att vända sig om för att fotografera planeterna i solsystemet. Ett fotografi som Voyager 1 återförde visade jorden som en "blek blå prick" i världsrymden. Sagan återger distansen som 3,7 miljarder engelska mil i sin bok, medan Nasas webbplats beskriver det som "mer än 4 miljarder engelska mil" (6,4 miljarder kilometer). Voyager tog liknande bilder av Venus, Jupiter, Uranus och Neptunus, och skapade ett porträtt av solsystemet. Merkurius närhet till solen förhindrade den från att bli fotograferad och Mars var inte synlig på grund av det starka solskenet mot kamerans optik.
I en avslutande föreläsning den 11 maj 1996 relaterade Sagan till sina tankar om en djupare mening med fotografiet:
| ” | Look again at that dot. That's here. That's home. That's us. On it everyone you love, everyone you know, everyone you ever heard of, every human being who ever was, lived out their lives. The aggregate of our joy and suffering, thousands of confident religions, ideologies, and economic doctrines, every hunter and forager, every hero and coward, every creator and destroyer of civilization, every king and peasant, every young couple in love, every mother and father, hopeful child, inventor and explorer, every teacher of morals, every corrupt politician, every "superstar," every "supreme leader", every saint and sinner in the history of our species lived there – on a mote of dust suspended in a sunbeam. The Earth is a very small stage in a vast cosmic arena. Think of the rivers of blood spilled by all those generals and emperors so that, in glory and triumph, they could become the momentary masters of a fraction of a dot. Think of the endless cruelties visited by the inhabitants of one corner of this pixel on the scarcely distinguishable inhabitants of some other corner, how frequent their misunderstandings, how eager they are to kill one another, how fervent their hatreds. Our posturings, our imagined self-importance, the delusion that we have some privileged position in the Universe, are challenged by this point of pale light. Our planet is a lonely speck in the great enveloping cosmic dark. In our obscurity, in all this vastness, there is no hint that help will come from elsewhere to save us from ourselves. The Earth is the only world known, so far, to harbor life. There is nowhere else, at least in the near future, to which our species could migrate. Visit, yes. Settle, not yet. Like it or not, for the moment, the Earth is where we make our stand. It has been said that astronomy is a humbling and character-building experience. There is perhaps no better demonstration of the folly of human conceits than this distant image of our tiny world. To me, it underscores our responsibility to deal more kindly with one another and to preserve and cherish the pale blue dot, the only home we've ever known. | „ |

Al Gores dokumentär An Inconvenient Truth (2006) presenterade fotografiet av den "bleka blå pricken" i slutet av filmen. Gore använde den i sitt bildspel för att understryka behovet av att stoppa den globala uppvärmningen och citerade Carl Sagan med uttalandet: "That's all we've got" (svenska: "Det är allt/det enda vi har").